# Attila torridus
Attila torridus là một loài chim trong họ Tyrannidae.